# Escalera del divino ascenso

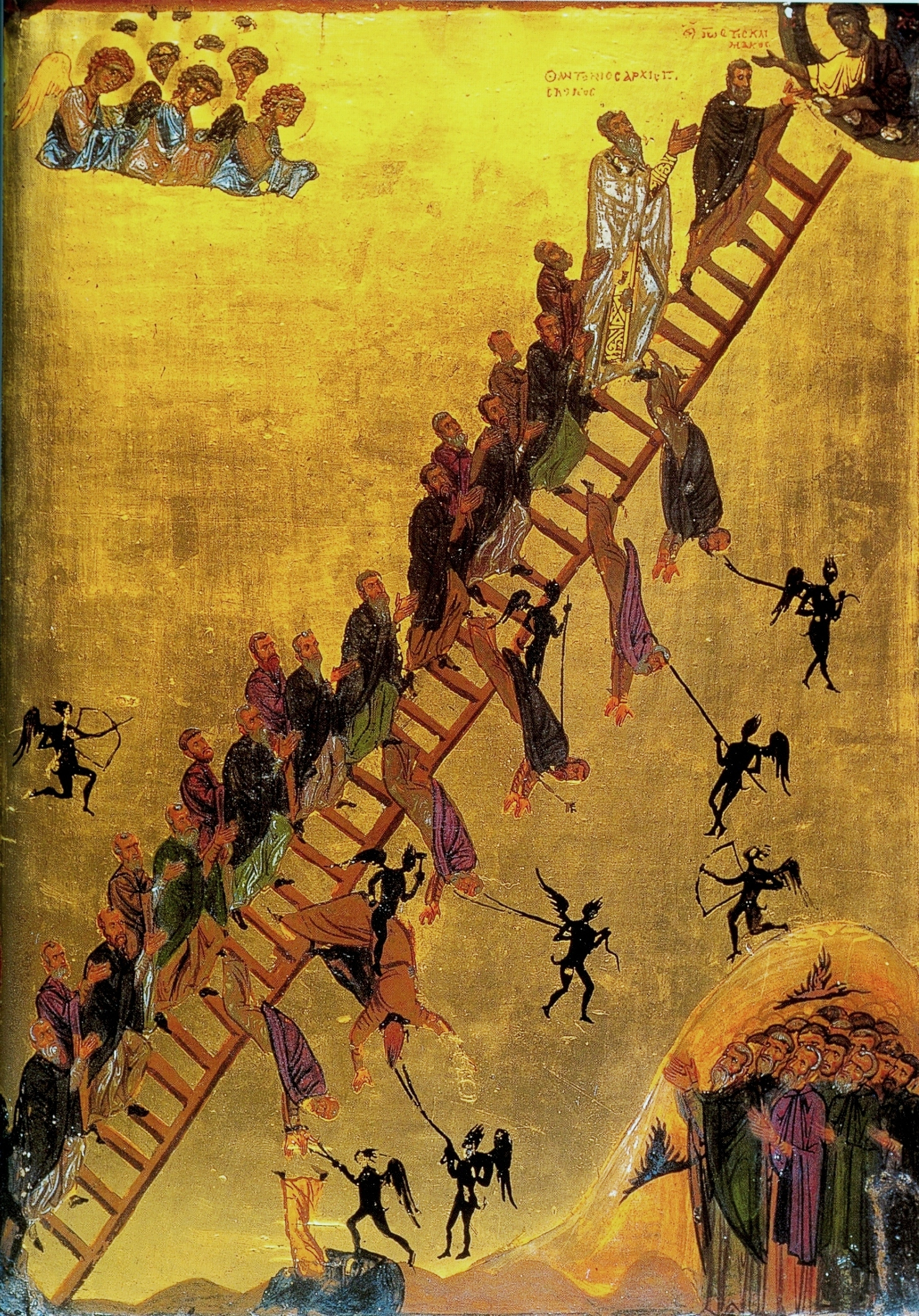
La Escalera del divino ascenso, Monasterio de Santa Catalina

La Escalera del divino ascenso es un icono de finales del siglo XII ubicado en el Monasterio de Santa Catalina, en el Monte Sinaí .
El icono representa las enseñanzas teológicas de Juan Clímaco, también conocido como Juan de la Escalera, representado en el tratado ascético La Escalera del Ascenso Divino, escrito aproximadamente en el 600 d. C. El tratado tiene una gran influencia en el cristianismo oriental .
El icono representa a monjes subiendo la escalera hacia cielo en el que los espera Jesús, en la parte superior derecha de la imagen se encuentra Juan Clímaco en la parte superior de la escalera, siendo recibido por Jesús. La escalera tiene 30 peldaños que  representan las 30 etapas de la vida ascética.
El ascenso de los monjes es asistido por las oraciones de ángeles, santos y la comunidad, mientras los demonios los atacan y tratan de hacer caer a los monjes de la escalera empujándolos hacia abajo o lanzándoles flechas. La representación de la escalera refleja la importancia de los ángeles y los demonios en la espiritualidad ortodoxa oriental. El icono también muestra unas fauces abiertas, que representan al mismo diablo que está devorando a un monje que se ha caído de la escalera.
La escalera muestra a algunos monjes que casi han llegado a la cima siendo tentados por demonios y cayendo. La representación de los monjes cayéndose es un reflejo de lo que Juan Clímaco expresó como "lo que nunca dejó de sorprenderlo", es decir, por qué algunos monjes aún se entregaban a las pasiones mundanas cuando Dios, los ángeles y los santos los animaban hacia la virtud .